# 프랑스령 콩고

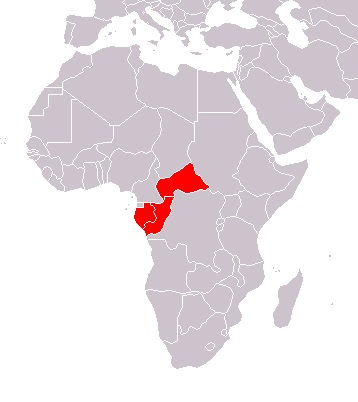
프랑스령 콩고

프랑스령 콩고(프랑스어: Congo français) 또는 중앙콩고는 프랑스령 적도 아프리카의 일부가 되는 프랑스 식민제국의 주요 구성 식민지 중 하나다. 1880년 9월 10일 설립되어 1910년 프랑스령 적도 아프리카에 통합되었다. 현재의 콩고 공화국, 가봉, 중앙아프리카 공화국에 걸쳐 있었다.

## 역사
1880년 9월 10일 브라자빌에서 프랑스령 콩고가 시작되었다. 콩고강 북쪽의 테케족에 대한 보호령에서 시작하여, 1882년 11월 30일 프랑스령 콩고가 공식적으로 설립되었다. 1884년부터 1885년까지 유럽 열강 사이에서 이루어진 베를린 회의에서 이 식민지는 정식으로 인정받았다.
카빈다주(포르투갈의 식민지), 독일령 카메룬(독일 제국의 식민지), 콩고 자유국(벨기에의 식민지)과 마주하고 있던 프랑스령 콩고의 국경은 이후 수십년 간에 체결된 조약을 통해 이루어진 것이었다. 식민지를 발전시키기 위한 계획으로 30개의 프랑스 회사가 지역 개발을 승인받았다. 고무, 목재, 상아가 주요 상품이었다. 개발이라는 이름 하에 수많은 상품이 수탈되었고, 이러한 경영은 잔혹성과 노예화가 동반되었다.
프랑스령 콩고는 가봉 콩고로도 알려져 있다. 1891년 프랑스령 가봉이 콩고에 공식적으로 편입되어, 1903년 중앙콩고로 이름이 변경되었다. 그러나 가봉은 1906년 프랑스령 콩고에서 분리되었고, 1910년 프랑스령 적도 아프리카에 통합되었다. 1906년에는 《프랑스령 콩고의 확장》(L’Expansion coloniale au Congo français)이라는 책이 마르세유에 출판되었다.

## 같이 보기
- 피에르 사보르냥 드 브라자 (프랑스령 콩고 식민총독 임시 직무대리 직위 이후 프랑스령 콩고 초대 총독 역임)